# Седов, Григорий Иванович
Григорий Иванович Седо́в — советский хозяйственный, государственный и политический деятель.

## Биография
Родился в 1908 году. Член ВКП(б) с 1930 года.
С 1931 года — на хозяйственной, общественной и политической работе. В 1931—1950 гг. — фрезеровщик паротурбинного цеха, выпускник высшего технического учебного заведения при заводе, приемщик, технолог, начальник механо-сборочного цеха № 20 Ленинградского металлического завода, начальник Временного управления г. Виипури, 1-й секретарь Виипурского городского комитета КП(б) Карело-Финской ССР, парторг ЦК ВКП(б) и директор завода № 371 им. Сталина (Ленинградского металлического завода) во время блокады Ленинграда, первый секретарь Свердловского райкома ВКП(б) города Ленинграда, организатор восстановления Волховской ГЭС, на партийной и хозяйственной работе по направлению Госкомитета Обороны в Карело-Финской ССР, 2-й секретарь ЦК КП(б) Карело-Финской ССР.
Избирался депутатом Верховного Совета СССР 1-го и 2-го созывов.